# 胜鬘夫人
勝鬘夫人（梵文：Śrīmālā，音譯為「尸利摩羅」或「室利末羅」），意謂「美麗的花環」，因此漢文意譯為「勝鬘」。北傳佛教說是古印度的在家佛教徒，是舍衛國拘薩羅波斯匿王和其王妃末利夫人的女兒、阿踰闍國國王的王妃。

## 生平
在佛教經典《勝鬘經》紀載了勝鬘夫人的故事和皈依、信奉佛教的過程。
皈依釋迦牟尼佛的波斯匿王和其王妃末利夫人，希望有聰明慧根的女兒也能信奉佛教，便寄信給已嫁給阿踰闍國國王的勝鬘夫人。信中寫道釋迦牟尼佛無量的功德，勝鬘夫人因而生起信心，希望能親眼見到釋迦牟尼佛而衷心祈禱，佛陀因而示現說法。勝鬘夫人與其眷屬皆感到莫大的歡喜，進而皈依佛陀，宣誓受持「十大受」、發「三大願」，認真修行。
她還影響了夫婿阿踰闍國國王皈依佛教，共同以佛法教化人民，並重視兒童教育，凡是七歲以上兒童，定期召集進宮授予教育，並宣說《勝鬘師子吼經》。

## 註腳
1. ↑  妙書法師. . 慧炬. 2009/6, (540): 11.
2. ↑   . 维基文库 （中文）.
3. 1 2  求那跋陀罗譯. . 劉宋  [2018-08-11]. （原始内容存档于2020-01-22） （中文（繁體））.

## 相連條目
- 《勝鬘經》